# Tympanogaster tabula
Tympanogaster tabula är en skalbaggsart som beskrevs av Perkins 2006. Tympanogaster tabula ingår i släktet Tympanogaster och familjen vattenbrynsbaggar. Inga underarter finns listade i Catalogue of Life.